# Карл-Гайнц Рідле
Карл-Гайнц Рі́дле (нім. Karl-Heinz „Kalle“ Riedle; *16 вересня 1965, Вайлер-Зіммерберг) — в минулому німецький футболіст, нападник. Чемпіон світу 1990 року.

## Кар'єра
Рідле почав професійну кар'єру в 1983 році в клубі «Аугсбург» з однойменного містечка. В 1986 році він переходить до «Блой-Вайсса» з Берліна, який щойно вийшов у Бундеслігу, однак клуб закінчив сезон внизу турнірної таблиці і вилетів з вищого дивізіону. Але на Рідле того року звернув увагу бременський «Вердер», куди той і перейшов. Він грав за команду, яку тренував Отто Рехагель з 1987 по 1990 рік. У першому ж сезоні Рідле забив у 33 матчах 18 голів і допоміг «Вердеру» перемогти у чемпіонаті Німеччини. Того ж сезону він дебютував у національній команді в матчі проти збірної Фінляндії. В 1989 і 1990 Рідле разом з «Вердером» доходив до фіналу кубка Німеччини, але обидва рази програвав.
В 1990 Рідле разом зі збірною Німеччини виграв Чемпіонат світу з футболу. Після турніру він перейшов до римського «Лаціо» за 5,5 млн. фунтів. В 1992 році Карл-Гайнц поїхав разом зі збірною на чемпіонат Європи, в півфіналі він забив два м'ячі у ворота збірної Швеції, вивівши Німеччину до фіналу, але там німці поступилися сенсаційним данцям.
В 1993 році Рідле повернувся до Німеччини в «Боруссію» з Дортмунда. В 1995 і 1996 він допоміг команді виграти Бундеслігу, а в 1997, забивши два голи в фіналі Ліги чемпіонів проти «Ювентуса» (3:1), і головний європейський клубний трофей. По завершенні сезону Рідле вирушив до Англії грати за «Ліверпуль», але там уже частіше виходив на заміну, ніж в основному складі. В той час у команді сходила зірка Майкла Овена. Затим Карл-Гайнц перейшов до «Фулхема». В «Фулхемі» Рідле приєднався до екс-наставника «Ліверпулю» Роя Еванса. Рідле не лише грав, а й навіть тимчасово керував «Фулхемом», виконуючи обов'язки головного тренера, після звільнення в березні 2000 р. Пола Брейсвелла. У 2001 році Рідле залишив великий футбол, останній м'яч він забив у матчі з «Квінз Парк Рейнджерс» у першому дивізіоні.
Зараз Рідле відкрив власну спортивну школу, працює в спортивно-маркетинговому агентстві і має чотиризірковий готель.

## Досягнення
- Чемпіон світу (1): 1990
- Переможець Ліги чемпіонів (1): 1997
- Чемпіон Німеччини (3): 1988, 1995, 1996
- Срібний призер чемпіонату Європи (1): 1992
- Фіналіст Кубка Німеччини (2): 1989, 1990
- Володар Суперкубка Німеччини (1): 1988
- Бронзовий олімпійський призер: 1988
- Найкращий бомбардир чемпіонату Європи: 1992 (3 голи, разом з Деннісом Бергкампом, Томасом Броліном, Генріком Ларсеном)

## Статистика
Статистика клубних виступів:
| Сезон                 | Команда               | Чемпіонат             | Чемпіонат | Чемпіонат | Національні кубки | Національні кубки | Національні кубки | Єврокубки | Єврокубки | Єврокубки | Усього | Усього |
| Сезон                 | Команда               | Ліга                  | Ігри      | Голи      |                   | Ігри              | Голи              |           | Ігри      | Голи      | Ігри   | Голи   |
| --------------------- | --------------------- | --------------------- | --------- | --------- | ----------------- | ----------------- | ----------------- | --------- | --------- | --------- | ------ | ------ |
| 1983/84               | «Аугсбург»            | Д-3                   | 16        | 4         |                   |                   |                   |           | —         | —         | 6      | 1      |
| 1984/85               | «Аугсбург»            | Д-3                   | 30        | 7         |                   |                   |                   |           | —         | —         | 22     | 3      |
| 1985/86               | «Аугсбург»            | Д-3                   | 34        | 20        |                   |                   |                   |           | —         | —         | 34     | 20     |
| Усього за «Аугсбург»  | Усього за «Аугсбург»  | Усього за «Аугсбург»  | 80        | 31        |                   |                   |                   |           | 0         | 0         | 80     | 31     |
| 1986/87               | «Блау-Вайс»           | Д-1                   | 34        | 10        | КН                | 3                 | 4                 |           | —         | —         | 37     | 14     |
| 1987/88               | «Вердер» (Бремен)     | Д-1                   | 33        | 18        | КН                | 6                 | 2                 | КУ        | 10        | 4         | 49     | 24     |
| 1988/89               | «Вердер» (Бремен)     | Д-1                   | 33        | 13        | КН                | 6                 | 5                 | КЧ        | 5         | 1         | 45     | 20     |
| 1988/89               | «Вердер» (Бремен)     | Д-1                   | 33        | 13        | СК                | 1                 | 1                 | КЧ        | 5         | 1         | 45     | 20     |
| 1989/90               | «Вердер» (Бремен)     | Д-1                   | 20        | 7         | КН                | 4                 | 2                 | КУ        | 8         | 6         | 32     | 15     |
| Усього за «Вердер»    | Усього за «Вердер»    | Усього за «Вердер»    | 86        | 38        |                   | 15                | 10                |           | 23        | 11        | 124    | 59     |
| 1990/91               | «Лаціо» (Рим)         | Д-1                   | 33        | 9         | КІ                | 2                 | 0                 |           | —         | —         | 35     | 9      |
| 1991/92               | «Лаціо» (Рим)         | Д-1                   | 29        | 13        | КІ                | 4                 | 0                 |           | —         | —         | 33     | 13     |
| 1992/93               | «Лаціо» (Рим)         | Д-1                   | 22        | 8         | КІ                | 4                 | 2                 |           | —         | —         | 26     | 10     |
| Усього за «Лаціо»     | Усього за «Лаціо»     | Усього за «Лаціо»     | 84        | 30        |                   | 10                | 2                 |           | 0         | 0         | 94     | 32     |
| 1993/94               | «Боруссія» (Дортмунд) | Д-1                   | 22        | 4         |                   | —                 | —                 | КУ        | 5         | 0         | 27     | 4      |
| 1994/95               | «Боруссія» (Дортмунд) | Д-1                   | 29        | 6         | КН                | 2                 | 1                 | КУ        | 9         | 6         | 40     | 13     |
| 1995/96               | «Боруссія» (Дортмунд) | Д-1                   | 18        | 7         |                   | —                 | —                 | ЛЧ        | 4         | 1         | 22     | 8      |
| 1996/97               | «Боруссія» (Дортмунд) | Д-1                   | 18        | 7         | КЛ                | 1                 | 0                 | ЛЧ        | 5         | 4         | 24     | 11     |
| Усього за «Боруссію»  | Усього за «Боруссію»  | Усього за «Боруссію»  | 87        | 24        |                   | 3                 | 1                 |           | 23        | 11        | 113    | 36     |
| 1997/98               | «Ліверпуль»           | Д-1                   | 25        | 6         | КА                | 1                 | 0                 | КУ        | 3         | 1         | 32     | 7      |
| 1997/98               | «Ліверпуль»           | Д-1                   | 25        | 6         | КЛ                | 3                 | 0                 | КУ        | 3         | 1         | 32     | 7      |
| 1998/99               | «Ліверпуль»           | Д-1                   | 34        | 5         | КА                | 1                 | 0                 | КУ        | 4         | 1         | 40     | 6      |
| 1998/99               | «Ліверпуль»           | Д-1                   | 34        | 5         | КЛ                | 1                 | 0                 | КУ        | 4         | 1         | 40     | 6      |
| 1999/00               | «Ліверпуль»           | Д-1                   | 1         | 0         |                   | —                 | —                 |           | —         | —         | 1      | 0      |
| Усього за «Ліверпуль» | Усього за «Ліверпуль» | Усього за «Ліверпуль» | 60        | 11        |                   | 6                 | 0                 |           | 7         | 2         | 73     | 13     |
| 1999/00               | «Фулхем»              | Д-2                   | 21        | 5         | КА                | 1                 | 0                 |           | —         | —         | 22     | 5      |
| 2000/01               | «Фулхем»              | Д-2                   | 14        | 1         |                   | —                 | —                 |           | —         | —         | 14     | 1      |
| Усього за «Фулхем»    | Усього за «Фулхем»    | Усього за «Фулхем»    | 35        | 6         |                   | 1                 | 0                 |           | 0         | 0         | 36     | 6      |
| Загалом               | Загалом               | Д-1                   | 351       | 113       |                   | 38                | 17                |           | 53        | 24        | 557    | 191    |
| Загалом               | Загалом               | Д-2,3                 | 115       | 37        |                   | 38                | 17                |           | 53        | 24        | 557    | 191    |